# 小高文夫
小高 文夫(こだか ふみお、1954年 - 2009年)は、日本のテレビカメラマンである。

## 来歴
千葉県夷隅郡大多喜町生まれ。日本大学芸術学部放送学科卒業後、NHKに入局。放送技術局　コンテンツ技術センター　エグゼクティブカメラマン。名古屋放送局、仙台放送局、NTSなどを経て番組制作を行う。フィルム時代からドキュメンタリーを中心にNHKスペシャル、ドキュメンタリードラマなどを担当。

## 主な担当番組
- NHK特集「忍び寄る農薬禍」（1981年、NHK）

日本テレビ技術賞、第12回ベルリン国際テレビ農事番組コンクール　銅の穂賞
- NHK特集「トンボになりたかった少年」（1984年、NHK）

日本テレビ技術賞受賞、第12回動物愛護映画優秀賞受賞(農林水産大臣賞)
- ドラマスペシャル「虹色村」（1989年、NHK）

バンフテレビ祭特別賞　受賞
- 「ネコノトピアネコノマニア」（1990年、NHK）

日本テレビ技術賞、第1回ウンプリアフィクションテレビ祭特別賞受賞
- NHKドラマ「水の中の八月」（1998年、NHK）

スペイン・サンセバスチャン国際映画祭受賞、第39回テッサロッキ映画祭最優秀外国作品賞
- NHKスペシャル「世界は広島を覚えているか　大江健三郎　対話と思索の旅」(1990年、NHK)

- 伊丹十三が見た医療廃棄物の闇(1998年、NHK)